# Ninh Sở
Ninh Sở là một xã thuộc huyện Thường Tín, thành phố Hà Nội, Việt Nam.
Xã Ninh Sở có diện tích 4,93 km², dân số năm 1999 là 7.647 người, mật độ dân số đạt 1.551 người/km².